# Love. Angel. Music. Baby.
Love. Angel. Music. Baby. är Gwen Stefanis debutalbum som soloartist, utgivet den 12 november 2004 på Interscope Records. Efter en del gästframträdanden på låtar av andra artister under hennes tid med No Doubt började Stefani spela in solomaterial tidigt 2003. Love. Angel. Music. Baby., som ursprungligen planerades som ett litet sidoprojekt för Stefani, blev så småningom hennes första soloalbum efter No Doubts uppehåll. Stefani har varit med och skrivit alla låtar på albumet medan hon samarbetade med flera låtskrivare och producenter, däribland Linda Perry, Dallas Austin, The Neptunes, André 3000 och Dr. Dre.
Love. Angel. Music. Baby. var utformat som en uppdaterad version av en 1980-talsskiva, och influerades av artister som tidiga Madonna, New Order, Cyndi Lauper, Depeche Mode, The Cure, Lisa Lisa and Cult Jam, Debbie Deb och Club Nouveau. Albumet inrymmer ett brett spektrum av stilar såsom electropop, dance-rock, new wave, hiphop och R&B. Merparten av låtarna är tematiskt fokuserade på mode och rikedom. Genom albumet presenterades Harajuku Girls, fyra bakgrundsdansare som klär sig i Stefanis tolkning av ungdomsmodet i Tokyo-distriktet Harajuku.

## Låtlista
1. What You Waiting For? - 3:41
2. Rich Girl - 3:56
3. Hollaback Girl - 3:19
4. Cool - 3:09
5. Bubble Pop Electric - 3:42
6. Luxurious - 4:24
7. Harajuku Girls - 4:51
8. Crash - 4:06
9. The Real Thing - 4:11
10. Serious - 4:46
11. Danger Zone - 3:36
12. Long Way to Go - 4:34
13. The Real Thing - 4:12